# Muzeální sbírka

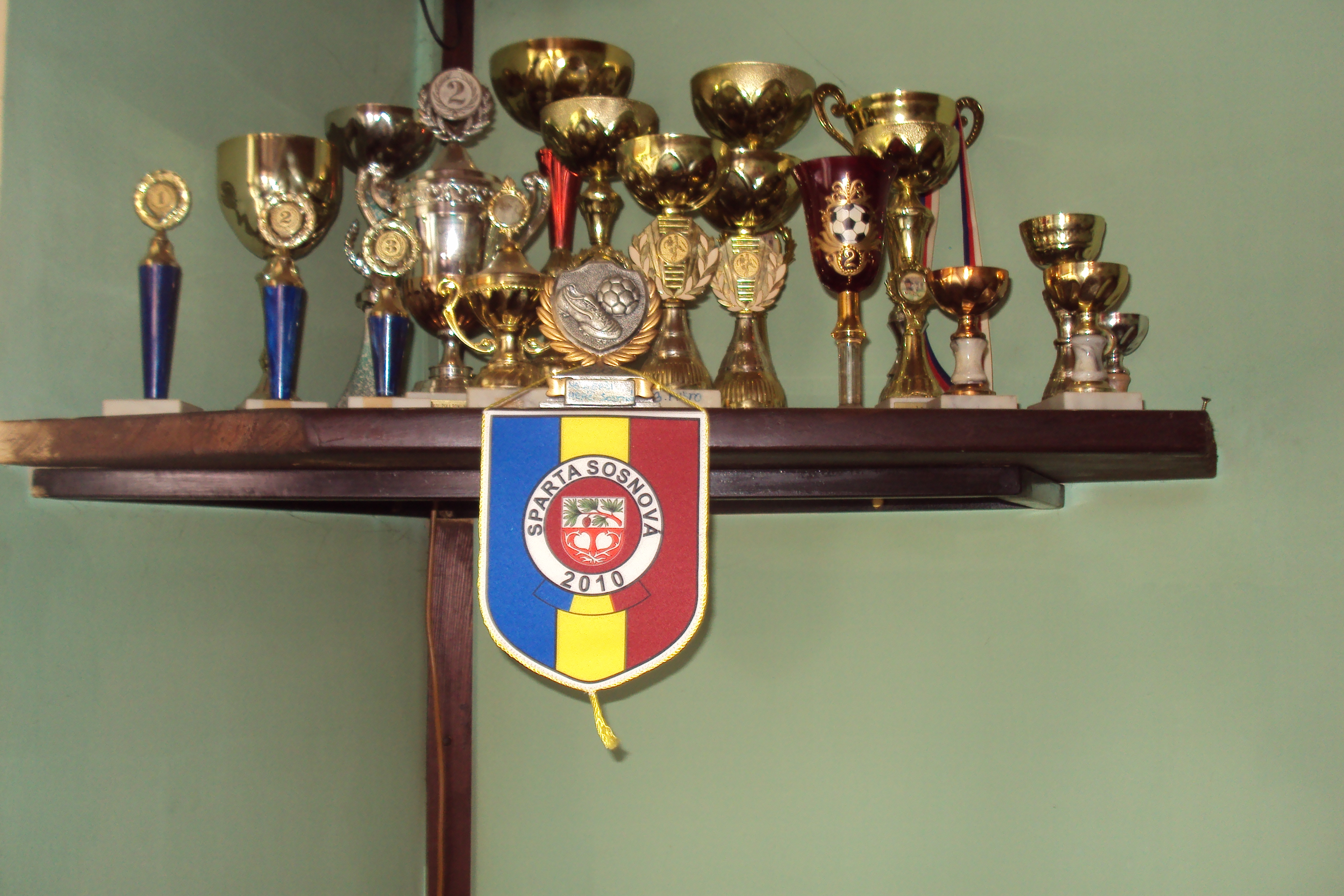
Sbírka vítězných pohárů

Sbírkou muzejní povahy se označuje množina předmětů, která je ve své celistvosti významná pro prehistorii, historii, umění, literaturu, techniku nebo přírodní vědy. Tvoří ji soubor sbírkových předmětů shromážděných lidskou činností. Muzeální sbírka je soubor předmětů, které jsou vzájemně propojeny určitými vazbami a které nám pomáhají dokumentovat určitou skutečnost. Jde o soubor předmětů vyjmutých z reality a přenesených do nových uměle vytvořených prostor v muzeu.
V České republice jsou sbírky ve vlastnictví státu, krajů a obcí, případně právnických a fyzických osob vedeny v Centrální evidenci sbírek – CES.